# Bettina Müller (política)
Bettina Müller (7 de junho de 1959) é uma política alemã. Nasceu em Alzenau, Baviera, e representa o SPD. Bettina Müller é membro do Bundestag pelo estado de Hesse desde 2013.

## Vida
Müller tornou-se membro do Bundestag após as eleições federais alemãs de 2013, e é membro do Comité de Saúde.